# Dubravko Pavličić
Dubravko Pavličić (Zagreb, Iugoslàvia (actual Croàcia), 28 de novembre de 1967 - Alacant, 4 d'abril de 2012), va ser un futbolista croat. Va jugar de defensa en la selecció de futbol de Iugoslàvia i posteriorment en la de Croàcia. Va jugar en Primera Divisió d'Espanya amb l'Hèrcules CF i la UD Salamanca. El 4 d'abril de 2012 va faltar a causa d'un càncer de pàncrees detectat un any abans, quan tenia 44 anys.

## Trajectòria
Sobre el terreny de joc solia actuar de defensa central encara que també ho va fer l'alguna ocasió com migcampista, realitzant tasques de contenció. Dominava el joc aeri i s'incorporava amb freqüència al centre del camp i a l'atac. En ser un jugador defensiu solia acabar les temporades amb gran quantitat d'amonestacions i expulsions.

### Hèrcules CF
Conegut esportivament en el futbol espanyol com Pavlicic, posseïx uns excel·lents registres en l'equip alacantí de l'Hèrcules CF. L'equip herculà va pagar per ell 15 milions de pessetes al HNK Rijeka el 1994. En la seva primera temporada, l'equip va quedar 9é en Segona Divisió d'Espanya, Dubravko va jugar 27 partits i va materialitzar un gol. La seva segona temporada en el club seria la de la seva consagració, va jugar 30 partits, va assolir un gol i l'Hèrcules va assolir l'ascens a Primera Divisió aconseguint el campionat de lliga.
Després de la seva gran temporada a Alacant, "Dubo" (com així li deien de malnom els seus companys i afeccionats de ñ'Hèrcules CF), va disputar l'Eurocopa 1996 celebrada a Anglaterra amb la Selecció Croata. Després de l'Eurocopa, va realitzar una notable temporada 1996/97 en la seva estrena en Primera Divisió. Va debutar l'1 de setembre de 1996, en un Hèrcules CF-CF Extremadura (2-1).
Encara que l'Hèrcules va descendir com 21é en una adulterada composició de la Lliga amb 5 descensos, les seves estadístiques van ser excel·lents: 38 partits jugats i 6 gols marcats, dada cridanera en un defensa central.

### UD Salamanca
El 1997, l'Hèrcules CF el va deixar comprar per la UD Salamanca per la mateixa quantitat de diners que li va costar als alacantins. Va jugar el seu primer partit en la UD Salamanca en Primera, el 31 d'agost de 1997, davant el Racing de Santander en els Campos de Sport del Sardinero (1-0); en aquesta campanya va jugar 24 partits.
Durant la temporada 1998/99 no va jugar en l'equip fins després de la destitució de l'entrenador argentí Miguel Ángel Russo. En aquesta temporada el seu primer encontre va ser el UD Salamanca-Real Oviedo (1-1), disputat el 17 de gener de 1999. Josu Ortuondo va debutar en la banqueta castellana i Pavlicic va marcar el seu primer i únic gol amb els salmantins. Va actuar en 18 partits i el seu equip van descendir a Segona Divisió.
La temporada 1999/00 la UD Salamanca va estar molt prop de l'ascens a Primera Divisió, va quedar en 4t lloc i el jugador de Zagreb va jugar 15 partits.

### Ferrol i retirada professional
Va fitxar pel Racing Club de Ferrol en la temporada 2000/01. En el club ferrolà va jugar en Segona Divisió. Dubravko va completar una decent temporada amb 29 partits jugats i 2 gols marcats. El Racing de Ferrol va aconseguir la permanència però no li va renovar.
Després de la seva etapa a Ferrol, va fixar la seva residència a Alacant i ja amb 33 anys va decidir posar fi a la seva carrera professional al trobar moltes dificultats per a trobar equip a Espanya a l'ocupar plaça d'extracomunitari. La temporada 2001/02 va estar entrenant amb el Mutxamel CF de Regional Preferent a les ordres de l'entrenador Juan Antonio Carcelén amb la finalitat de trobar equip en el mercat d'hivern. Després d'això, va obrir un negoci a Alacant i en la temporada 2002/03 va jugar amb el Sporting Plaça d'Alger (equip de la plaça d'Alger del barri alacantí de Verge del Remei) en la categoria més baixa del futbol espanyol, la Segona Regional.
Pavlicic no va acabar la temporada perquè es va fracturar la tèbia i el peroné en un accident de motocicleta. El Sporting Plaça d'Alger va quedar campió del seu grup i va ascendir a Primera Regional de la Comunitat Valenciana.
Després de la seua retirada, Dubravko Pavličić es va desvincular del futbol professional, i es dedicà al seu negoci en la ciutat d'Alacant.

## Anecdotari
- És un gran afeccionat a l'aviació i va arribar a ésser mecànic durant algun temps.
- El seu pare va jugar a handbol i la seva mare va ser gimnasta.
- Col·leccionava samarretes de futbol en la seva etapa com a jugador.
- Solia jugar amb una samarreta negra per sota de la del seu equip.

## Internacional
Ha estat internacional absolut amb la selecció de futbol de Croàcia en 22 ocasions; també va jugar partits amb Iugoslàvia. Va debutar amb Croàcia el 7 de juliol de 1992, en un partit amistós disputat davant Austràlia a Adelaida i que va concloure amb victòria local per 3-1.
Va estar present en la Copa Mundial de Futbol Juvenil de 1987 amb l'extinta Iugoslàvia. L'aliniació que va presentar el conjunt balcànic en la final va ser la següent: Leković, Slavoljub Janković, Brnović, Dubravko Pavličić, Robert Jarni, Milan Pavlović, Boban, Gordan Petrić, Pero Skorić, Zoran Mijucić i Davor Šuker. També van disputar aquell campionat homes com Robert Prosinečki, Nikola Jerkan o Predrag Mijatović.
En l'Eurocopa 1996 d'Anglaterra va disputar dos dels quatre partits de la seva selecció, davant Turquia i Portugal.